# Купол Скалы
Ку́пол Скалы́ (Ку́пол скалы́, араб. مسجد قبة الصخرة‎, масджид куббат ас-сахра; ивр. כיפת הסלע‎, кипат ха-села) — мусульманское святилище над камнем Основания на Храмовой горе в Иерусалиме, один из наиболее ранних памятников исламской архитектуры. Является одной из главных святынь ислама. В числе памятников Старого города входит в Список всемирного наследия.
Строительство мечети было завершено в 691 году. После захвата города крестоносцами в 1099 году святилище было преобразовано в христианский храм. После захвата города Саладином в 1187 году здание опять стало мусульманской мечетью.
Архитектура и мозаики Купола Скалы были созданы по образцу близлежащих византийских церквей и дворцов, хотя его внешний вид со временем и менялся. На восьмиугольную схему сооружения могла повлиять византийская церковь Престола Богородицы, которая была построена между 451 и 458 годами на дороге между Иерусалимом и Вифлеемом.
Купол Скалы находится рядом с мечетью Аль-Акса.
Хотя Куббат ас-Сахра («Купол Скалы») и мечеть халифа Умара Аль-Акса — два совершенно разных исламских святилища, они составляют единый архитектурный комплекс Харам аш-Шариф. В популярной литературе эти два сооружения иногда путают с мечетью Омара.
Изображение Купола Скалы присутствует на печати ордена тамплиеров.

## История
Купол Скалы расположен в центре Храмовой горы, на месте Первого и Второго храмов. Последний был значительно расширен при царе Ироде в I веке до нашей эры. Он был разрушен римлянами в 70 году н. э., а после восстания Бар-Кохбы в 135 году император Адриан на этом месте построил римский храм Юпитера Капитолийского.
Иерусалим находился под властью Византийской империи на протяжении IV—VI веков. В это время там был построен Храм Гроба Господня, и туда стали ездить христианские паломники. Но Храмовая гора после неудачного проекта восстановления Иерусалимского храма при Юлиане Отступнике так и осталась незастроенной.
В 638 году византийский Иерусалим был завоеван арабскими войсками.
Здание было воздвигнуто в 687—691 годах по повелению омейядского халифа Абд аль-Малика (65—86 годы хиджры / 684—705 годы н. э.) под наблюдением двух мастеров — Раджи ибн Хайва из Бейт-Шеана и Язида ибн Саляма из Иерусалима. Куполом закрыт выступ скалы, с которого, по преданию, пророк Мухаммад совершил мирадж. Именно благодаря этому выступу Куббат ас-Сахра получила своё название.
В те времена, когда Иерусалим находился в руках крестоносцев, Купол Скалы был передан в распоряжение монахов-августинцев и превращён в церковь Templum Domini («рус. Храм Господа»), а в мечети Аль-Акса был устроен королевский дворец. В 1187 году город отвоевал Саладин, который поручил своему племяннику заняться восстановлением исламской святыни; тогда же к ней была пристроена паперть. К настоящему времени от церкви сохранился лишь деревянный парапет, который был приспособлен в качестве подставки для чтения Корана.

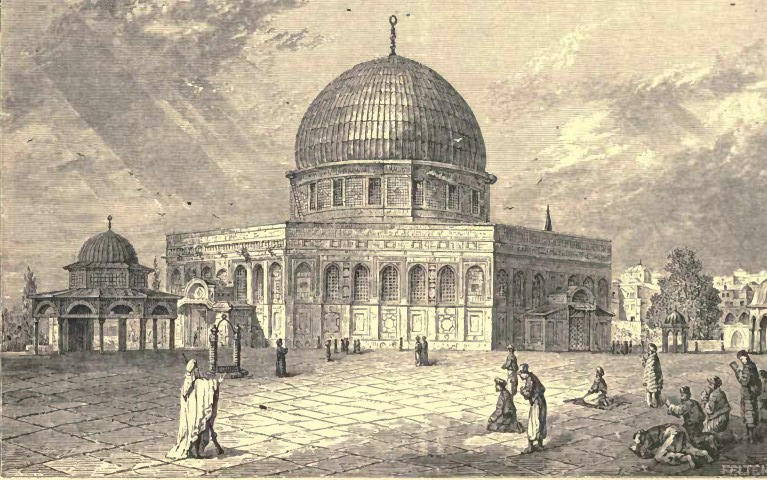
Купол Скалы в 1886

В 1927 году Купол Скалы пострадал от землетрясения.
До 1963 года Купол Скалы имел свинцовое покрытие, затем покрытие из медно-алюминиевого сплава золотого цвета.
После Шестидневной войны 1967 года в Купол Скалы вошёл Шломо Горен со свитком Торы и шофаром; тогда же над зданием был на короткое время водружён флаг Израиля.

## Архитектурные особенности
Один из первых памятников исламской архитектуры. Начиная с династии Аббасидов мечеть неоднократно перестраивалась, особенно в XVI веке во время правления султана Сулеймана I Великолепного. В плане и внутреннему убранству близок к раннехристианским византийским мартириям. Имеет правильные пропорциональные очертания, изнутри богато украшен узорчатым мозаичным орнаментом. Скаты крыш закрыты высоким парапетом с аркадой. Во внутреннее помещение здания ведут 4 двери, имеющие портики. Сделанный из дерева позолоченный купол (диаметр — 20,5 м, высота — 30 м) установлен на высоком цилиндрическом двухъярусном барабане, возведённом над скалой. Вокруг купола находится обходная галерея (в плане имеет 8 углов), у которой снаружи сделаны плоские ниши. Купол возведён в конце VII века, когда современное понятие мечети ещё не сформировалось, причём не столько как святилище, сколько для того, чтобы дать кров паломникам, которые стекались поклониться камню, с которого (согласно суждениям некоторых богословов) вознёсся пророк Мухаммад, а также на котором стоял Ковчег Завета во времена Храма Соломона и с которого, по еврейской традиции, началось сотворение мира (см. камень основания).

## Современность

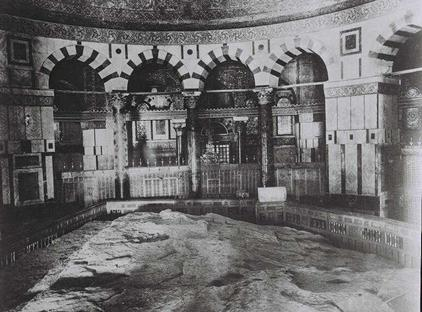
Интерьер мечети на фото 1915 года

В XX веке было проведено 6 реставраций, включая в 1961—1962 годы.
В XXI веке здание продолжает использоваться в качестве женской мечети. 15 февраля 2008 года очередное землетрясение магнитудой 5,3 по шкале Рихтера оставило свой след в Старом городе в Иерусалиме. Рядом с Куполом Скалы возник заметный провал в земле глубиной 1 м, шириной 1,5 м и длиной около 2 м.

## Копии
Поскольку рыцари-храмовники принимали Купол Скалы за Второй Храм, многие из церквей этого ордена напоминают своей формой Купол Скалы (например, лондонский Темпл). Подобные храмы строились ещё в XV веке (церковь Сан-Джакомо в итальянском местечке Виковаро).
В 2010 году, в столице ОАЭ Абу-Даби была открыта действующая мечеть, решённая в качестве уменьшенной копии Купола Скалы; она носит то же имя.
В 2022 году в Кабуле была открыта уменьшенная копия мечети Купол Скалы. Власти отметили, что копия мечети будет символизировать связь афганского народа с Палестиной.

## Галерея

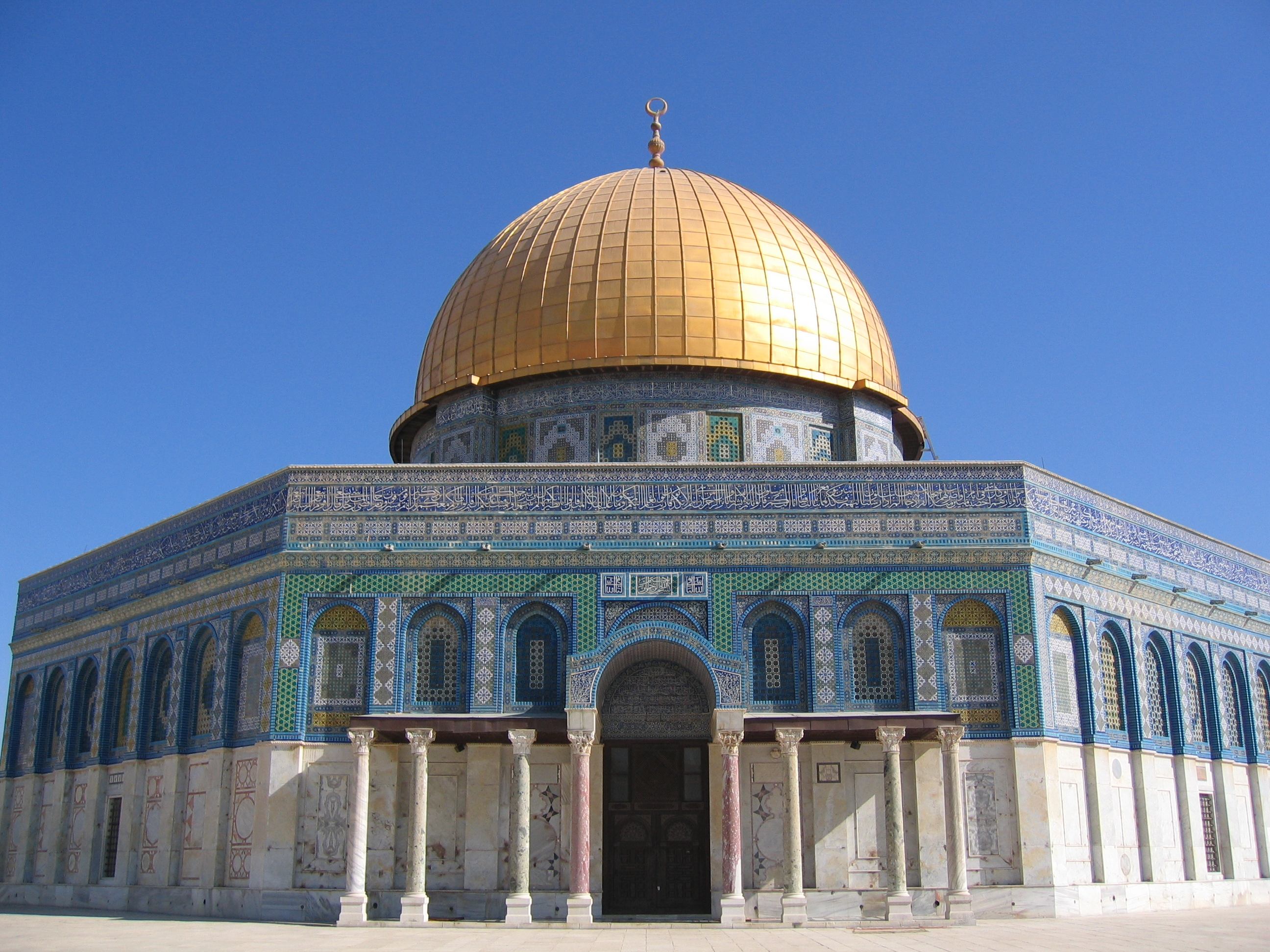
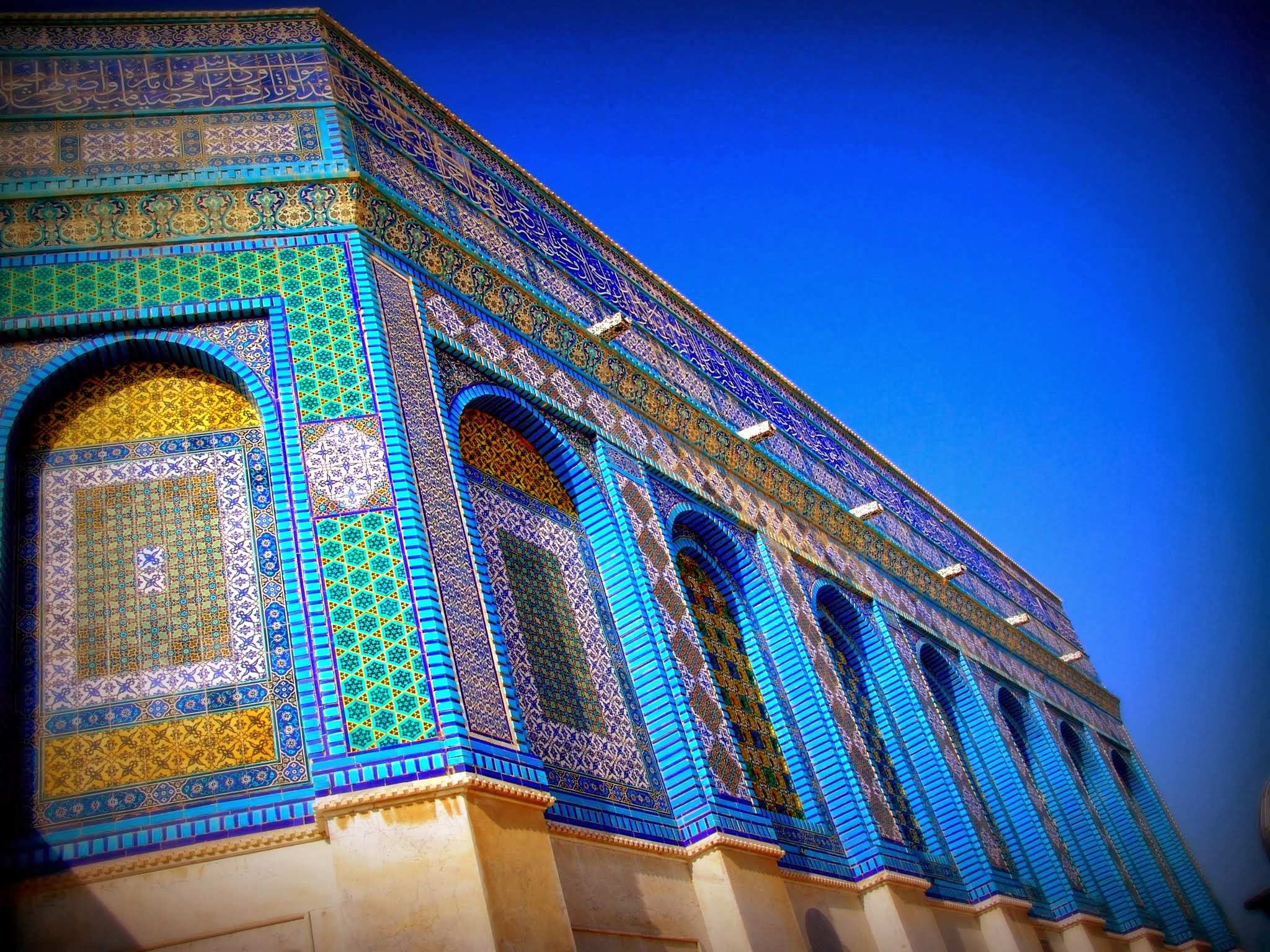
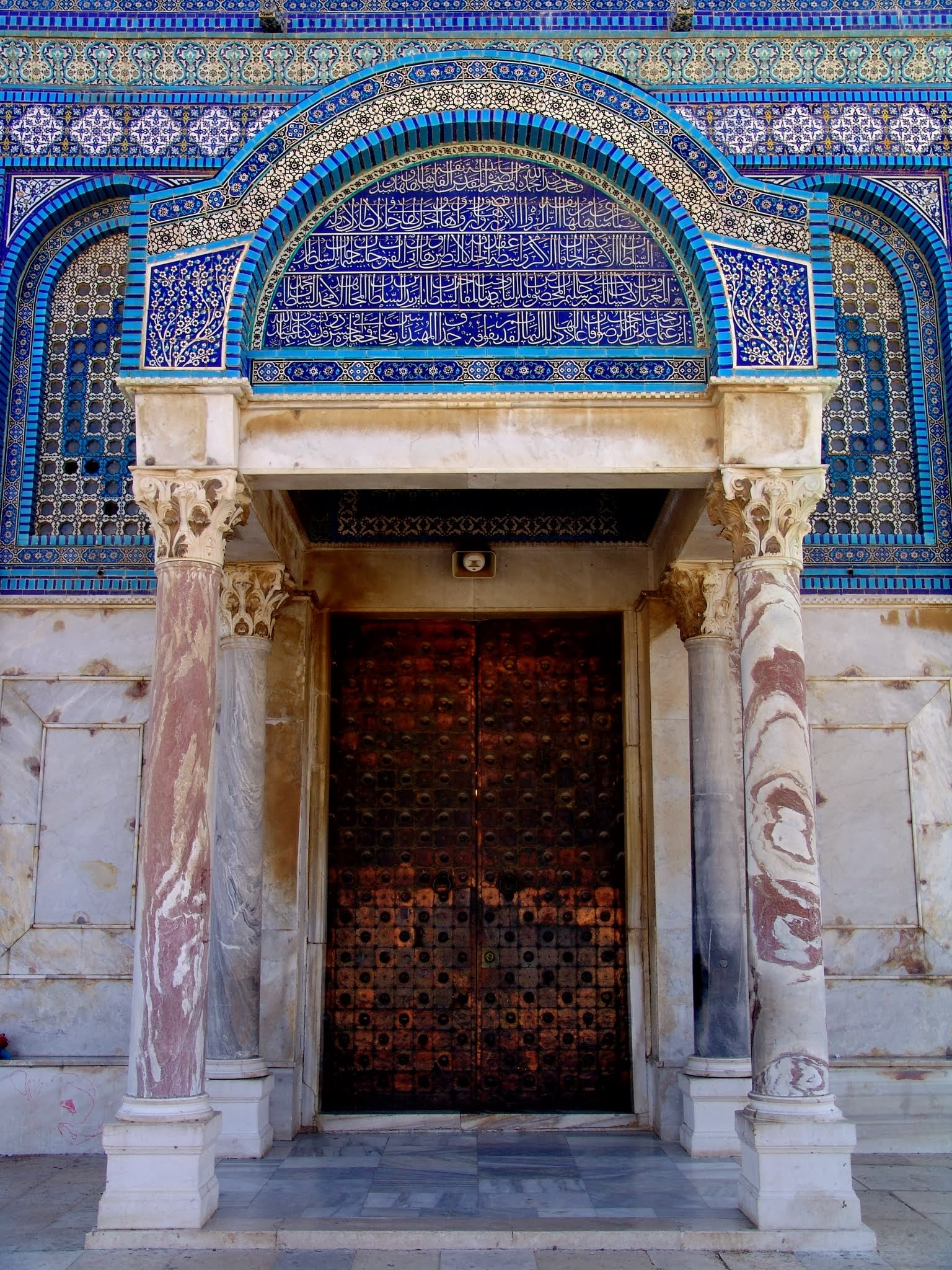
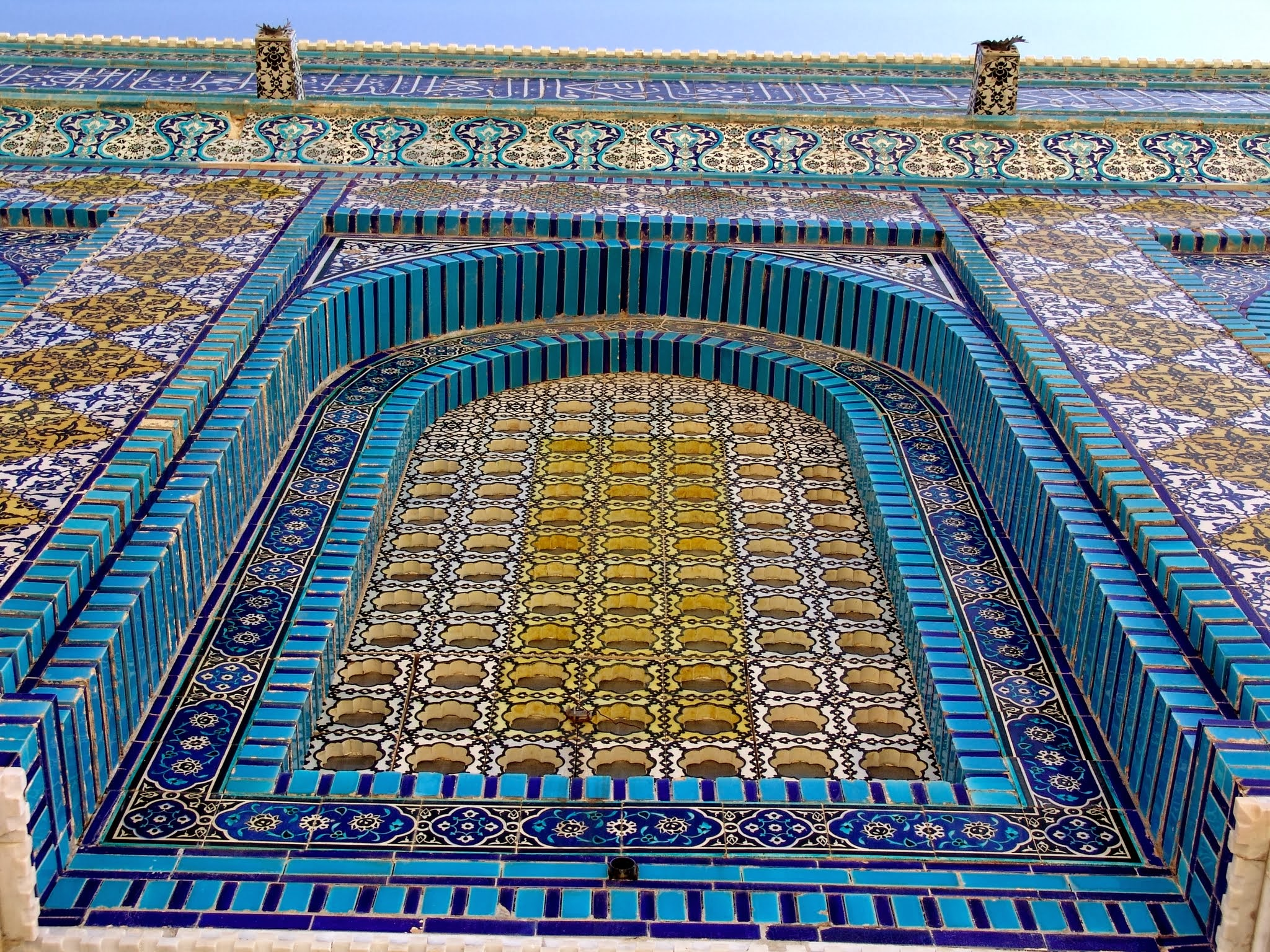
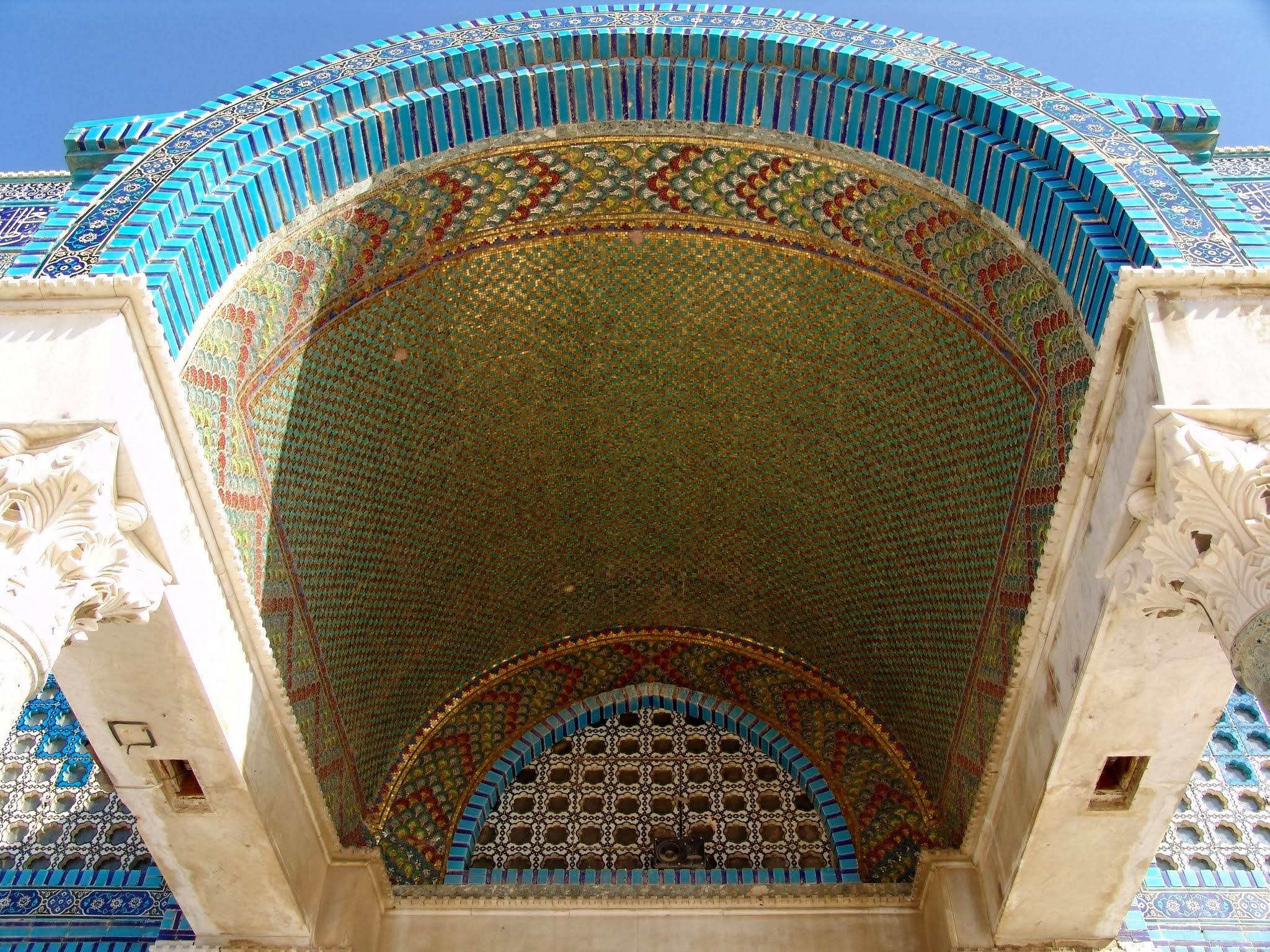
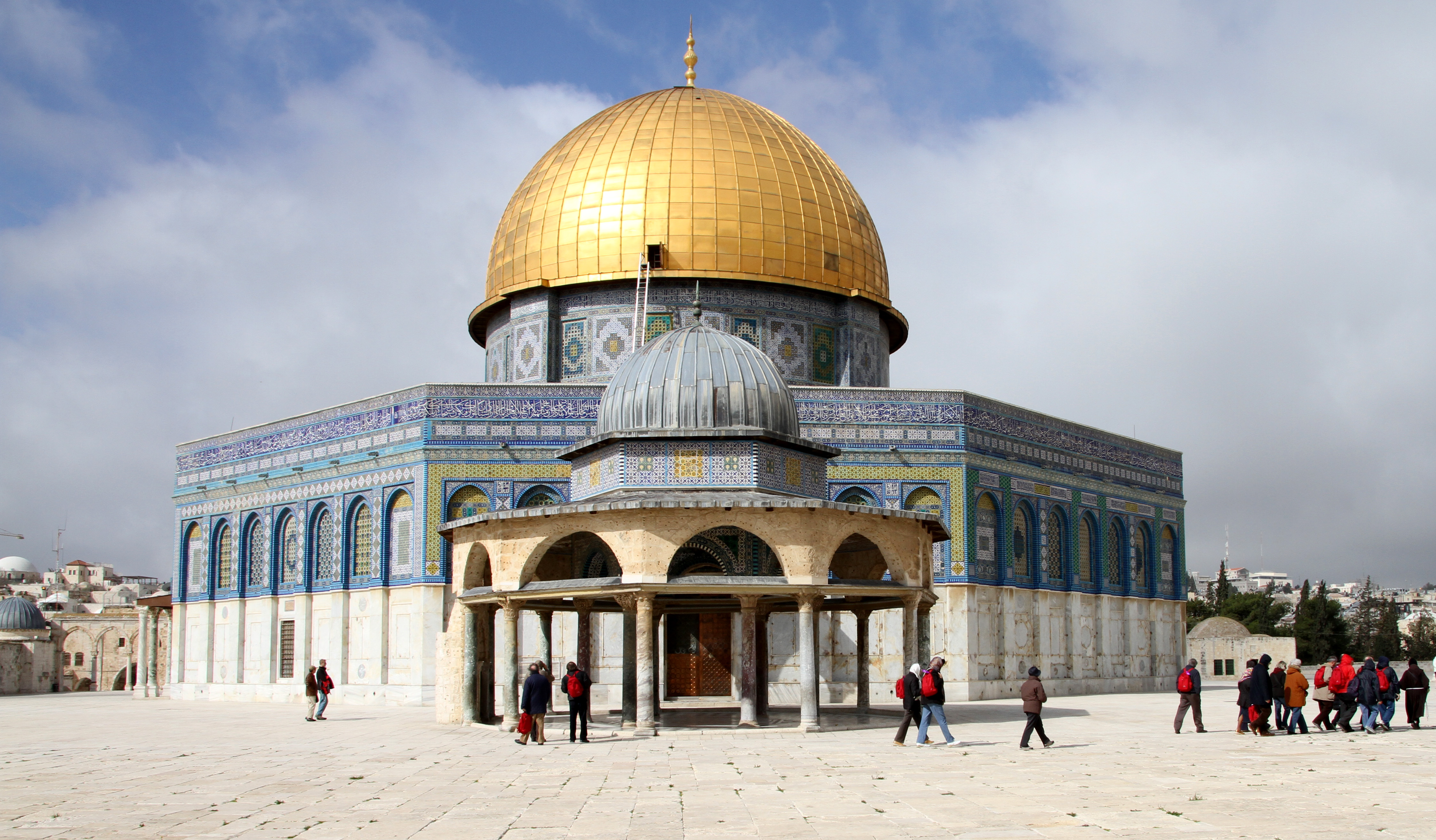
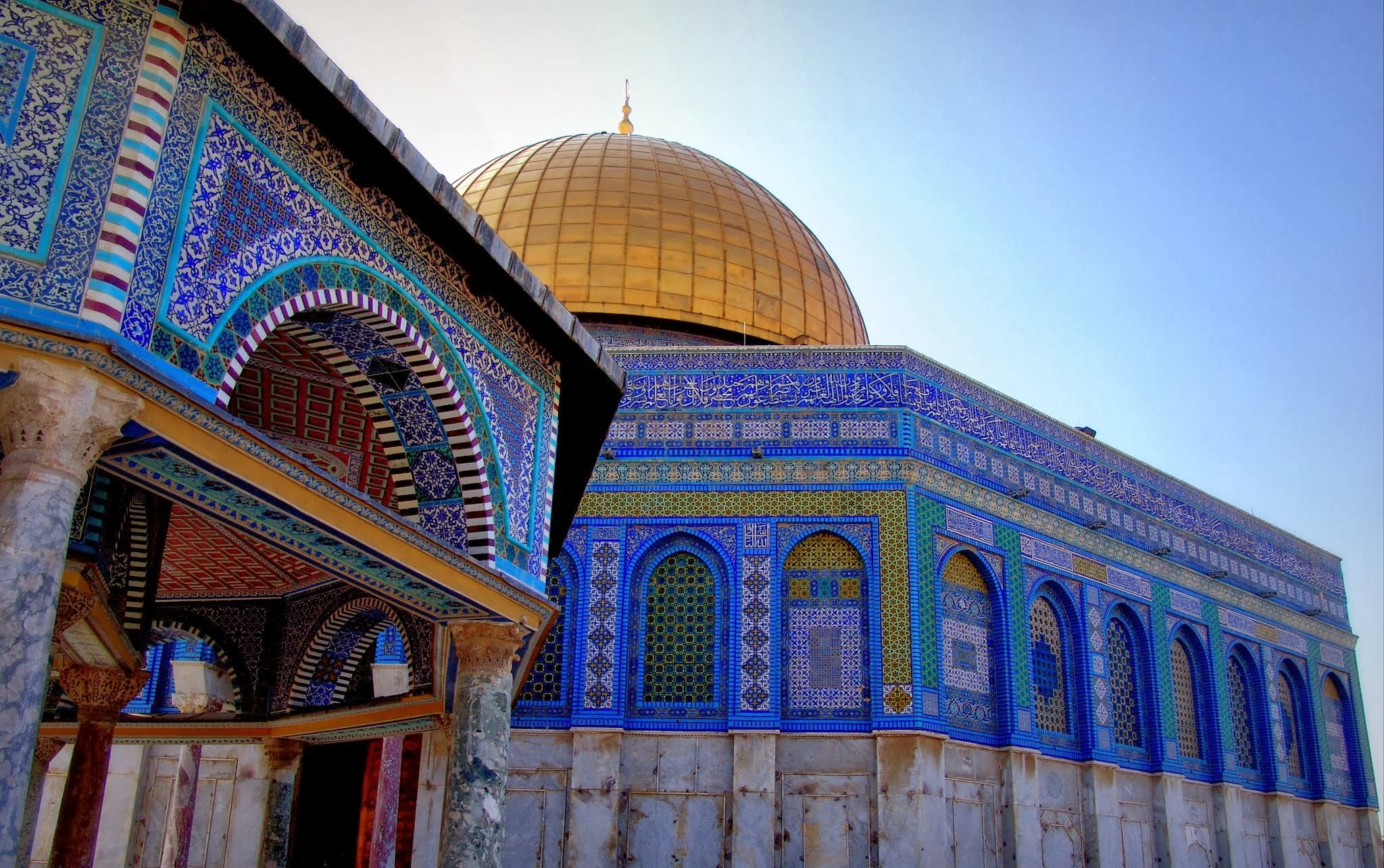
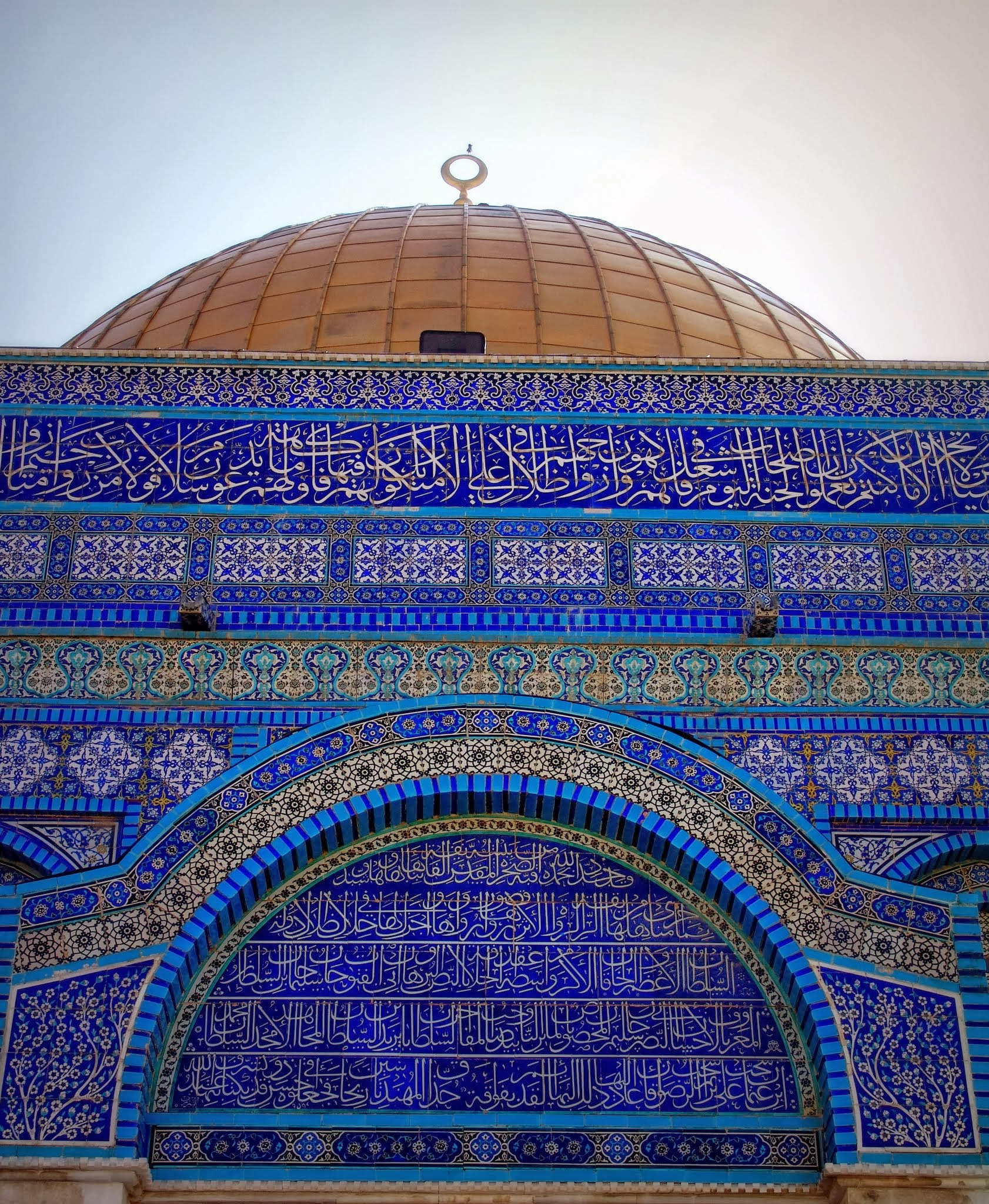
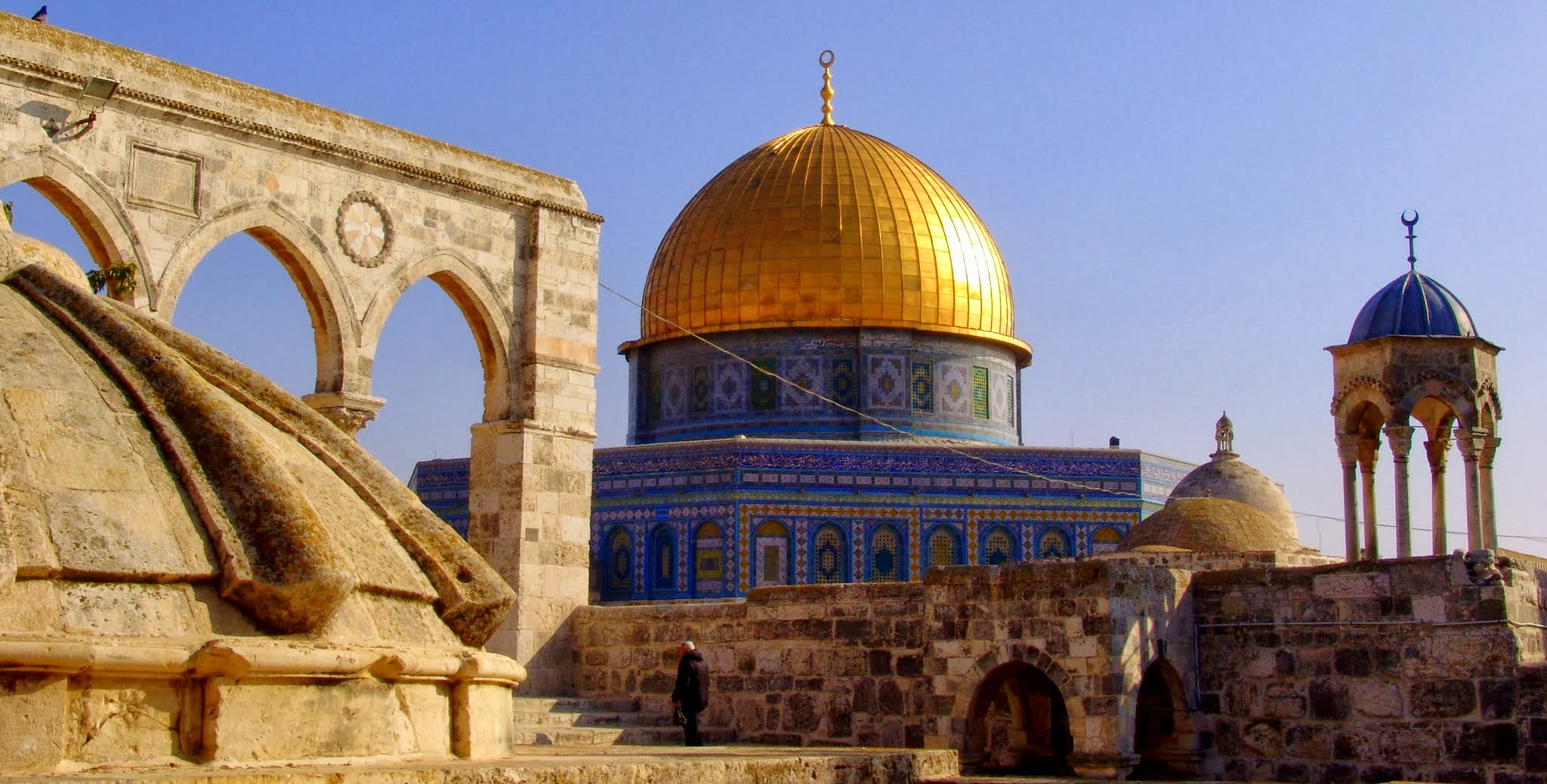

### Комментарии
1. ↑  Территория восточной части Иерусалима контролируется Израилем в результате аннексии, которая не признана большинством стран международного сообщества. Статус восточной части Иерусалима является одной из проблем израильско-палестинского конфликта. См. статьи Политический статус Иерусалима и Восточный Иерусалим.
 В перечень Объектов всемирного наследия ЮНЕСКО Старый город внесён без указания Израиля или палестинского государства, как государственного представителя, в отдельный раздел «Иерусалим», с пометкой об Иордании как стране, инициировавшей внесение объекта в перечень[1].